# ماطر
ماطر (به عربی: ماطر) یک منطقهٔ مسکونی در تونس است که در استان بنزرت واقع شده‌است. ماطر ۳۲٬۵۴۶ نفر جمعیت دارد.